# Francis E. Warren

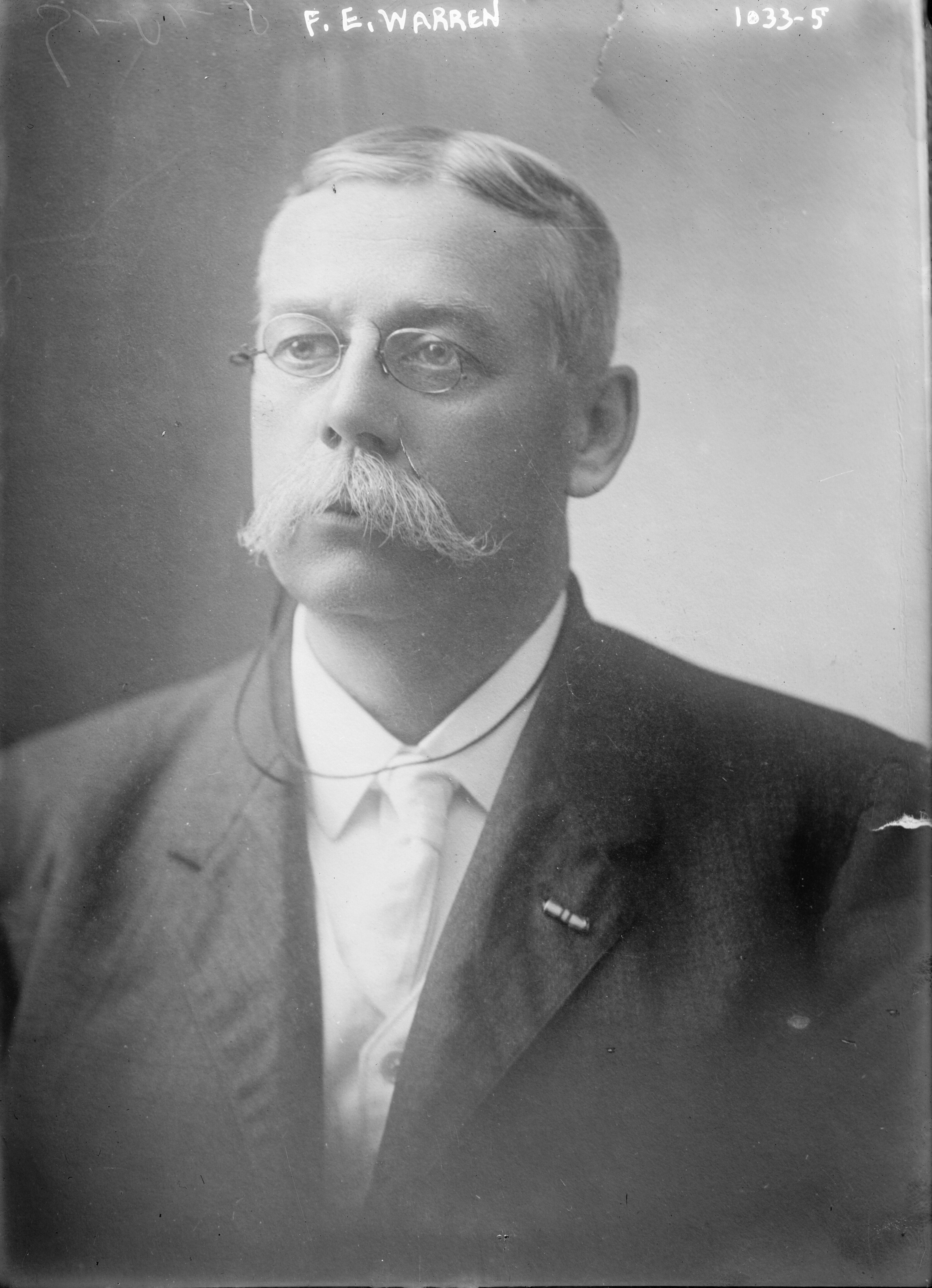
Francis E. Warren (1919)

Francis Emroy Warren (* 20. Juni 1844 in Hinsdale, Berkshire County, Massachusetts; † 24. November 1929 in Washington, D.C.) war ein US-amerikanischer Politiker (Republikanische Partei), Gouverneur und Senator von Wyoming.

## Biografie
Warren, der die Grundschule und die Hinsdale Academy absolvierte, trat nach Beginn des Sezessionskrieges 1861 als Freiwilliger dem 49. Infanterieregiment der Massachusetts Volunteers bei, wo er schließlich im Laufe des Krieges zum Unteroffizier (Corporal) aufstieg. Der Höhepunkt seiner militärischen Laufbahn war dabei die Auszeichnung mit der Medal of Honor am 27. Mai 1863. Nach dem Ende des Sezessionskrieges 1865 ließ Warren sich in Massachusetts nieder, wo er als Farmer ein beträchtliches Vermögen erwirtschaftete. Zugleich diente er als Hauptmann in der Miliz von Massachusetts, ehe er sich 1868 im Wyoming-Territorium niederließ, wo er als Grundstücks- und Lebensversicherungsmakler tätig war.

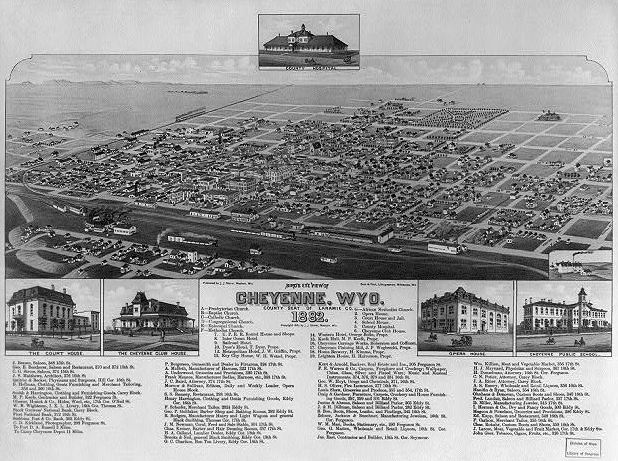
Luftaufnahme von Cheyenne (1882)

Bald darauf begann Warren 1873 bis 1874 eine politische Laufbahn als Stadtrat von Cheyenne, wo er einer der Initiatoren des ersten Beleuchtungssystems war. Später wurde er Mitglied der Territorialversammlung (Territorial Assembly) des Wyoming-Territoriums, die ihn auch 1873 bis 1874 sowie 1884 bis 1885 zu ihrem Präsidenten wählte. Seine politische Laufbahn setzte Warren danach als Vorsitzender des Territorialen Zentralkomitees der Republikanischen Partei sowie 1876, 1879, 1882 und 1884 als Finanzminister des Wyoming-Territoriums (Territorial Treasurer) fort, bis er schließlich 1885 Bürgermeister der Hauptstadt Cheyenne wurde.
Am 28. Februar 1885 wurde Warren von US-Präsident Chester A. Arthur erstmals zum Gouverneur des Wyoming-Territoriums ernannt und übte dieses Amt bis zum 11. November 1886 aus. Präsident Benjamin Harrison berief ihn dann am 9. April 1889 erneut zum Gouverneur des Territoriums. Während dieser Amtszeit wurde dem Territorium am 10. Juli 1890 die Eigenstaatlichkeit (Statehood) verliehen und das Gebiet wurde den USA als 44. Bundesstaat angeschlossen. Am 11. September 1890 wurde Warren zum ersten Gouverneur des neuen Staates gewählt.
Allerdings übte er dieses Amt lediglich bis zum 24. November 1890 aus, da er unmittelbar davor zum US-Senator gewählt worden war. Als solcher nahm Warren bis 1893 den Klasse-1-Sitz ein. Da das Parlament sich am Ende seiner Amtszeit nicht einigen konnte, ernannte der Gouverneur Asahel C. Beckwith zu seinem Nachfolger. Dieser wurde vom Senat aber nicht anerkannt, so dass der Sitz vakant blieb. 1895 wurde Clarence Don Clark für die verbleibenden vier Jahre gewählt, Warren für den Klasse-2-Sitz und damit für eine sechsjährige Amtszeit gewählt. Das Parlament wählte ihn 1901, 1907 und 1913 erneut, nach der Verabschiedung des 17. Zusatzartikels wurde er 1918 und 1924 vom Volk wiedergewählt und blieb bis zu seinem Tod im Senat. Während seiner fast 40-jährigen Tätigkeit als Senator war er auch Vorsitzender mehrerer Senatsausschüsse. Nach dem Tode von Henry Cabot Lodge am 9. November 1924 wurde Warren dienstzeitältester Senator mit dem Ehrentitel „Dean of the United States Senate“.
Ihm zu Ehren wurde die Luftwaffenbasis in Cheyenne „F. E. Warren Air Force Base“ benannt. Zudem wurde der Mount Warren in der Wind River Range im Westen Wyomings nach Francis E. Warren benannt.
Warrens Tochter Helen Frances heiratete 1905 John J. Pershing, den späteren General of the Armies. Dieser wurde 1906 vom Hauptmann direkt zum Brigadegeneral befördert, was neben seinen militärischen Verdiensten auf den politischen Einfluss seines Schwiegervaters zurückgeführt wurde.